# Лорд Эрскин
Лорд Эрскин (англ. Lord Erskine) — один из дворянских титулов Шотландии. Был образован указом короны приблизительно в 1438 году и пожалован Роберту Эрскину. В 1565 году королева Мария Стюарт даровала Джону Эрскину, 6-му лорду, титул 1-го графа Мара, и с тех пор оба титула стали переходить по наследству его потомкам.

## Лорды Эрскин
- Роберт Эрскин, 1-й лорд Эрскин (приблизительно 1438—1452)
- Томас Эрскин, 2-й лорд Эрскин (приблизительно 1452—1493)
- Александр Эрскин, 3-й лорд Эрскин (приблизительно 1493—1509)
- Роберт Эрскин, 4-й лорд Эрскин (приблизительно 1509—1513)
- Джон Эрскин, 5-й лорд Эрскин (приблизительно 1513—1555)
- Джон Эрскин, 1-й граф Мар, 6-й лорд Эрскин (приблизительно 1555—1572)